# Província de Batna
La província o wilaya de Batna (àrab: ولاية باتنة, wilāyat Bātna) és una província o wilaya d'Algèria. La capital és la ciutat de Batna. El 2008 tenia una població d'1.128.030 habitants i una àrea de 12.038 km². Inclou 21 daires i 61 comunes, entre les quals destaquen les d'Arris, Barika, Batna, Merouana i Timgad.